# ارنست مولر
ارنست مولر (انگلیسی: Ernst Möller; ۱۹ اوت ۱۸۹۱ – ۸ نوامبر ۱۹۱۶) بازیکن فوتبال اهل امپراتوری آلمان بود.
از باشگاه‌هایی که در آن بازی کرده‌است می‌توان به باشگاه فوتبال هولشتاین کیل اشاره کرد.
وی همچنین در تیم ملی فوتبال آلمان بازی کرده‌است.